# Palmetto (Flórida)
Palmetto é uma cidade localizada no estado americano da Flórida, no condado de Manatee. Foi incorporada em 1897.

## Geografia
De acordo com o United States Census Bureau, a cidade tem uma área de 14,6 km², onde 13,9 km² estão cobertos por terra e 0,6 km² por água.

### Localidades na vizinhança
O diagrama seguinte representa as localidades num raio de 8 km ao redor de Palmetto.

## Demografia
Segundo o censo nacional de 2010, a sua população é de 12 606 habitantes e sua densidade populacional é de 906,4 hab/km². Possui 6 729 residências, que resulta em uma densidade de 483,8 residências/km². É a localidade que, em 10 anos, teve o maior crescimento populacional do condado de Manatee.